# Krvije
Krvije es un pueblo ubicado en la municipalidad de Petrovac, en el distrito de Braničevo, Serbia.

## Superficie
Posee una superficie de 10,98 kilómetros cuadrados.

## Demografía
Hasta 2011 la población era de 589 habitantes, con una densidad de población de 53,63 habitantes por kilómetro cuadrado.